# Myriotrema reclusum
Myriotrema reclusum är en lavart som först beskrevs av August von Krempelhuber och som fick sitt nu gällande namn av Mason Ellsworth Hale 1980. 
Myriotrema reclusum ingår i släktet Myriotrema och familjen Thelotremataceae. Inga underarter finns listade i Catalogue of Life.